# Omar Zanon
Omar Zanon (Trento, 6 aprile 1973) è un ex hockeista su ghiaccio italiano, di ruolo ala sinistra.

## Carriera
Ha giocato in alcune compagini della Serie A, A2, B ed Alpenliga (HC Fiemme, HC Merano, HC Pergine ed HC Egna) con alcune presenze anche nelle nazionali giovanili (dal 1990 al 1993), ed una presenza in nazionale maggiore.
Ritiratosi al termine della stagione 2007-2008, allena i giovani hockeisti dell'HC Fiemme.